# Блайт (річка, Нортумберленд)
Блайт (англ. Blyth) — річка на північному сході Англії, що тече на схід через південний Нортамберленд у Північне море біля міста Блайт. Протікає через заміський парк Плесі-Вудс. Річка Понт є притокою. Блайт має довжину 44 км, а Понт — 28 км.
Приливна межа річки знаходиться в Бебсайді. Естуарій розширюється від цієї точки на схід на фоні гори, що знаходиться з північної сторони (Sleek Burn), він займає площу 415 акрів (168 гектарів).
Екологи припустили, що дамбу на річці в заміському парку Хамфорд у Бедлінгтоні можна було б зняти, щоб забезпечити міграцію риби. Місцева громада висловила бажання зберегти дамбу, оскільки це місцева визначна пам'ятка, вони запропонували замість цього побудувати прохід для риби.
| Кліматограма Блайт                                                                          | Кліматограма Блайт | Кліматограма Блайт | Кліматограма Блайт | Кліматограма Блайт | Кліматограма Блайт | Кліматограма Блайт | Кліматограма Блайт | Кліматограма Блайт | Кліматограма Блайт | Кліматограма Блайт | Кліматограма Блайт |
| ------------------------------------------------------------------------------------------- | ------------------ | ------------------ | ------------------ | ------------------ | ------------------ | ------------------ | ------------------ | ------------------ | ------------------ | ------------------ | ------------------ |
| С                                                                                           | Л                  | Б                  | К                  | Т                  | Ч                  | Л                  | С                  | В                  | Ж                  | Л                  | Г                  |
| 0 3 −1                                                                                      | 0 4 −1             | 0 9 2              | 0 15 3             | 0 11 4             | 0 17 8             | 0 19 10            | 0 19 10            | 0 17 7             | 0 12 6             | 0 8 4              | 0 6 4              |
| Середня макс. і мін. температури повітря (°C) Атмосферні опади (мм), Джерело: DATASET INDEX |                    |                    |                    |                    |                    |                    |                    |                    |                    |                    |                    |